# Vadalj
Vadalj es una localidad de Croacia en el ejido del municipio de Primošten, condado de Šibenik-Knin.

## Geografía
Se encuentra a una altitud de 242 m s. n. m. a 363 km de la capital nacional, Zagreb.

## Demografía
En el censo 2011 el total de población de la localidad fue de 93 habitantes.
| Gráfica de población de Vadalj 1857-2011                            |
|                                                                     |
| Según los censos de población de la oficina estadística de Croacia. |